# Focke-Achgelis Fa 330 Bachstelze
Pour les articles homonymes, voir Bergeronnette.
La Bergeronnette (Bachstelze en allemand), est un autogire planeur tracté développé par la firme allemande Focke-Achgelis durant la Seconde Guerre mondiale. Il était utilisé pour l'observation militaire. Ce n'est pas un hélicoptère.

## Historique
Il était embarqué dans les sous-marins (U-Boote) afin de repérer leurs cibles. Il succéde aux hydravions Arado Ar 231 miniaturisés, construits à six exemplaires seulement, et destinés aux mêmes tâches. Développé en quelques mois et essayé à partir de 1942 dans la soufflerie de Chalais-Meudon, il est mis en service à partir de 1943 avec les sous-marins de la meute de combat Monsun de la Kriegsmarine (U-Boot type IX D 2 de 87,6 m de long, jaugeant 1 804 m3) déployés dans l’océan Indien. 
La formation des pilotes s'effectuait à Chalais-Meudon à partir d'une plate-forme recouverte de caoutchouc.
La découverte d'un tel appareil par les forces alliées se fit lors de la capture de l'U-Boot U-852 au large des côtes somaliennes le 3 mai 1944.
Il est construit à environ 200 exemplaires.

## Description technique

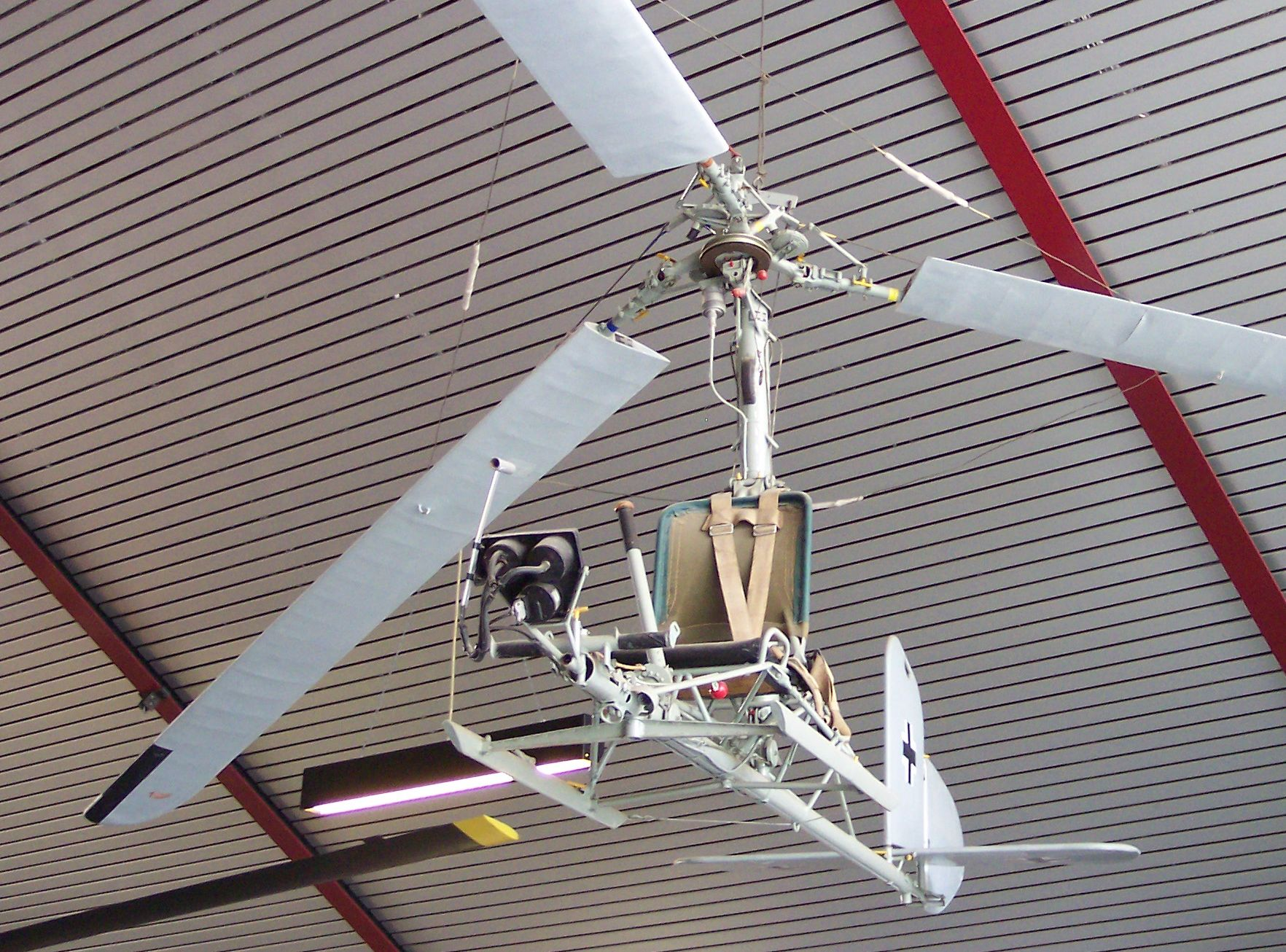
Un Fa 330 au National Museum of the United States Air Force, à Dayton, Ohio.

Il était constitué de deux tiges en acier. L'une reliait le siège du pilote à un empennage conventionnel formé de plans rectangulaires : dérive avec gouverne de direction et plan fixe de profondeur. La deuxième tige, fixée perpendiculairement à la première et légèrement inclinée vers l'avant, supportait le rotor principal et le dossier du siège du pilote. Le rotor de 7,3 mètres de diamètre était constitué de trois pales reliées entre elles par des câbles de tierçage. Le pilotage s'effectuait par basculement du disque rotor au niveau du moyeu orientable. Deux petits patins servaient de train d'atterrissage. 
Le décollage était possible à partir d'un vent relatif de 30 km/h (environ 20 nœuds). Il était tracté par le sous-marin au moyen d'un câble. Il était assemblé à partir de pièces stockées dans deux tubes lance-torpilles, l'un contenant le rotor replié, l'autre le « fuselage ». Sa mise en œuvre ne prenait que sept minutes entre l'ouverture des trappes des tubes lance-torpilles et le lancer du rotor. Sa charge utile n’était que de 85 kg, le poids du pilote-observateur. Celui-ci, relié au sous-marin par téléphone, repérait et signalait les cibles éventuelles à l'équipage. Le démontage s'effectuait en deux minutes.
En cas de danger, le rotor pouvait être largué juste avant l'amerrissage afin de ne pas risquer de blesser le pilote. Un parachute pouvait freiner la chute de l'appareil (40 kg après largage du rotor) et du pilote.
Quelques Fa 330 furent équipés d'un train à deux roues et servirent à l'entraînement sur le site de Geinhausen par tractage à l'aide d'un treuil ou d'un véhicule à moteur. La seconde étape de la formation s'effectuait derrière un bateau à moteur rapide équipé d'une plate-forme de décollage sur la plage arrière.

## Dans la culture populaire
Un Fa 330 apparaît dans Eva, le cinquième tome de la série de bande dessinée Dent d'ours. Lancé par un U-Boot qui opère sur les côtes du Labrador, il prévient de l'arrivée d'un avion allié, permettant ainsi d'organiser la riposte.